# 레이더 오토
레이더 오토(영어: Radar Auto, 중국어: 雷达汽车, 병음: Léidá qìchē)는 중국의 전기자동차 제조업체로, 지리 자동차의 자회사이다.

## 상세
라이프스타일 전기차의 중점을 둔 브랜드이며 2024년 기준 단일 차종인 레이더 RD6만 판매 중이다. 이후 스포츠 유틸리티 자동차, 소형 픽업 트럭, 대형 SUV, 전지형 차량(ATV) 등 4종의 신차를 출시할 예정으로 알려져 있다.
저장성 항저우시에 연구 개발(R&D) 시설을 보유하고 있으며 산둥성 쯔보시에 전기자동차 생산 기지를 보유하고 있다.
해외 시장에서는 싱가포르에 위치해 있는 타이어 회사인 옴니 유니이트가 레이더 타이어라는 브랜드를 사용하고 있어 레이더 오토는 Riddara라는 이름으로 알려지게 되었다.
11월에는 지리 자동차에 인수되었다.

## 차종
- 레이더 RD6 (2022년~현재)

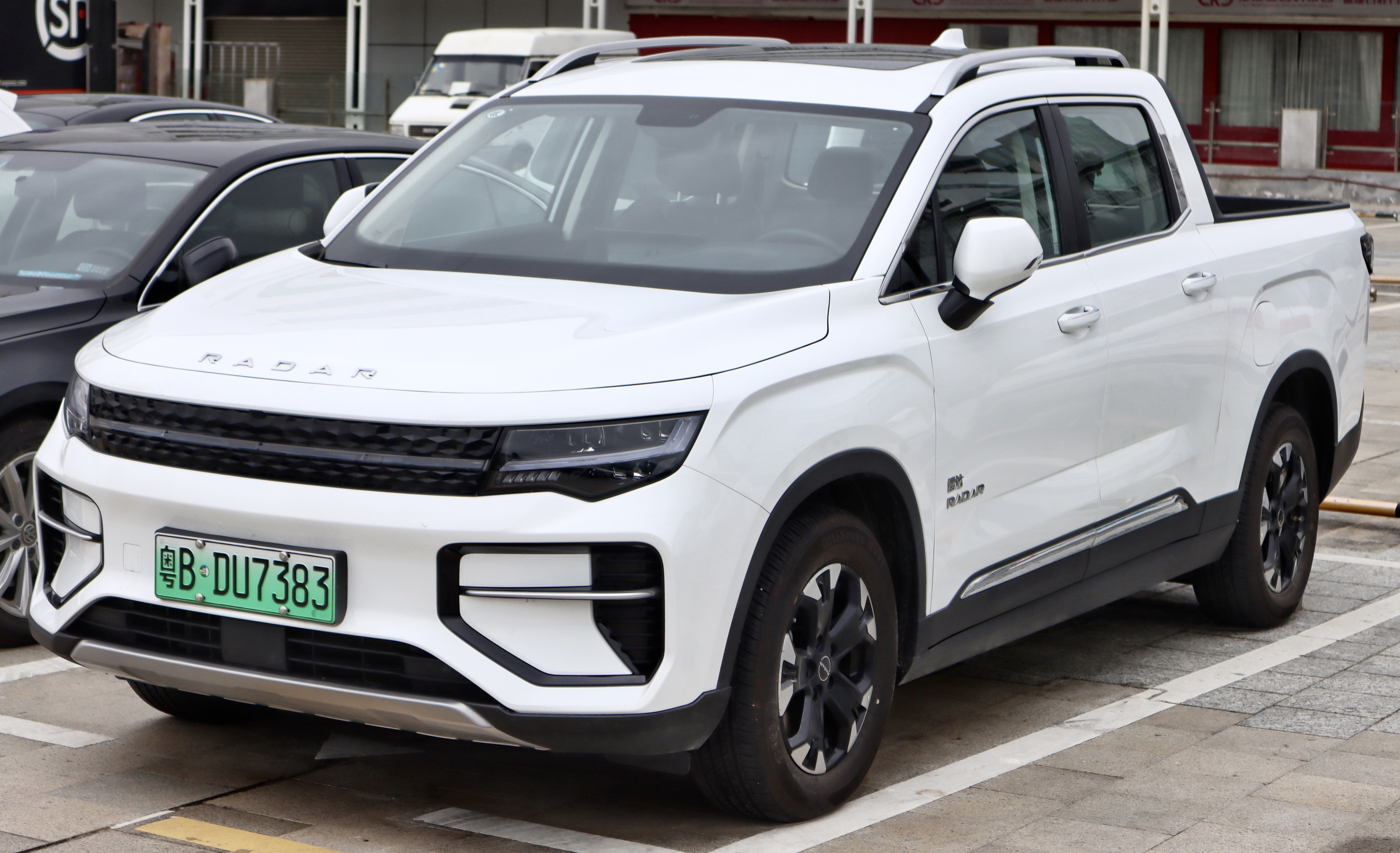
레이더 RD6

## 같이 보기
- 중국의 자동차 제조업체 및 브랜드
- 중국의 자동차 제조업체 목록